# غروبينا
غروبينا (بالإنجليزية: Grobiņa)‏ هي منطقة سكنية تقع في لاتفيا في لاتفيا.[بحاجة لمصدر] يقدر عدد سكانها بـ 4,218 نسمة ومساحتها 5.12 كم2 .